# Engelsmanplaat
Engelsmanplaat (en frisó De Kalkman) és una illot o mes aviat un banc de sorra (en neerlandès plaat) de la cadena d'illes Frisones neerlandeses, situat entre Amelân i Skiermûntseach, a uns 5 km de la costa de Frísia (de la que la'n separa el Mar de Wadden). Fa part del municipi de Dongeradeel.
La seva superfície emergida és molt petita, de menys d'un km quadrat durant la plenamar. Sorrenc, està coberta de petites dunes, i no té habitants.
A través del temps l'illot ha anat canviant tant de mida com d'alçada. Cap al 1500 encara era força gros, però d'aleshores ençà, i sobretot a partir del segle xix, ha patit molta erosió, a vegades ajudat per l'home. El tancament del Lauwerszee el 1969 tingué una gran influència en tots els bancs entre Amelân i Skiermûntseach i, per tant, a Engelsmanplaat. A partir del 1985, s'observa erosió al seu costat est, cosa que fa pensar que l'illot podria acabar per desaparèixer totalment d'aquí a cent anys.
El seu nom prové probablement del fet que el 1708 hi embarrancà el vaixell de Feye Willems Engelsman.